# White Marsh (Maryland)
White Marsh est une communauté non incorporée et un census-designated place du comté de Baltimore, dans le Maryland, aux États-Unis. La population était de 9 513 habitants au recensement de 2010. White Marsh est une banlieue nord-est de Baltimore.

## Histoire
En 1965, le comté de Baltimore a identifié le corridor nord-est, largement sous-développé, comme site privilégié pour un développement intensif. Un centre-ville a été proposé à l'ouest de Belair Road, à l'intersection prévue de White Marsh (en) et de Walther Boulevards (en).
La Harry T. Campbell Sons Corporation possédait des milliers d'hectares de terrain à l'est du centre ville prévu, de part et d'autre de l'Interstate 95. Achetés dans les années 1930, ces terrains étaient en cours d'exploitation de leurs gisements naturels de sable et de gravier. La famille Campbell a fusionné son entreprise de sable et de gravier avec une entreprise internationale de matériaux de construction. Une nouvelle entité familiale a été chargée de rajeunir la propriété de la famille dans le nord-est du comté de Baltimore, qui était couverte de cratères et de fosses profondes.
En janvier 1943, la Cowenton Volunteer Fire Company est fondée pour contrer la menace des bombardements incendiaires des puissances de l'Axe pendant la Seconde Guerre mondiale. Le service de pompiers volontaires, qui a été rebaptisé White Marsh Volunteer Fire Company en 2003, dispose actuellement d'un service de pompiers et de cinq véhicules, dont deux autopompes et une ambulance.
À la fin des années 1960, Nottingham Properties commence à analyser la faisabilité d'une nouvelle ville à White Marsh. Dès le départ, l'intention était d'incorporer une variété d'utilisations du sol et de services communautaires, y compris des logements, des commerces, des entreprises et des industries.
En 1969, une analyse de la planification de la croissance régionale a révélé un potentiel de développement dans le nord-est, grâce à la construction de l'I-95. Le comté prévoyait une série d'artères circulant en direction du nord-est depuis le comté de Baltimore et traversant Campbell. Le comté a accepté de déplacer le centre-ville prévu vers l'est, pour le développer sur 600 000 000 m2.
Le plan de la ville nouvelle prévoit un centre-ville dans une zone créée par un triangle d'artères routières. Un centre commercial serait situé au centre. La densité du développement résidentiel et commercial diminuerait à mesure que l'on s'éloignerait du centre commercial. Un secteur résidentiel a été désigné au nord, entre Silver Spring Road et le futur White Marsh Boulevard. Il comprendrait toutes les densités résidentielles, à l'exception des tours d'habitation. La zone située à l'est du centre-ville jusqu'à l'autoroute I-95 est destinée à accueillir des bureaux et des centres de recherche. Campbell à l'est de l'I-95 est destiné à un futur développement industriel.
Le rezonage de la zone est achevé en 1970 et 1971. En 1979, la zone est officiellement désignée comme centre-ville dans le plan directeur du comté de Baltimore.
De 1972 à 1981, la planification et le développement du White Marsh Mall (en) ont lieu, avec la Rouse Company (en) comme propriétaire et promoteur sur un terrain loué à Nottingham. En juillet 1973, Sears s'engage comme magasin pilier. En 1981, la plupart des magasins ouvrent leurs portes. En 1992, Hecht's remplace Hutzler's (en). Le White Marsh Mall est l'un des plus grands centres commerciaux régionaux de la région de Baltimore, avec cinq magasins piliers et 190 boutiques spécialisées réparties sur environ 130 000 m2. À côté du centre commercial se trouve le troisième magasin Ikea construit aux États-Unis, le plus ancien encore en activité.
En plus du centre commercial, 2 400 unités résidentielles sont construites dans le centre-ville, et 65 000 m2 de bureaux et d'espaces de recherche et développement sont construits. L'usine General Motors Baltimore Transmission (en) est construite à White Marsh et fonctionne de 2000 à 2019.
La bibliothèque de White Marsh ouvre ses portes le 25 janvier 1988. Elle fait partie du White Marsh Town Center (en), qui comprend le White Marsh Mall, le commissariat de police de White Marsh, qui ouvre en novembre 1987, le bureau de poste de Nottingham, qui ouvre en novembre 1990, et des milliers de mètres carrés de locaux commerciaux, industriels et de bureaux, qui sont encore en cours d'aménagement.

## Géographie
White Marsh se situe à 39° 23′ 01″ N, 76° 27′ 30″ O.
Selon le Bureau du recensement des États-Unis, le CDP a une superficie totale de 14 km2, dont 0,19 % (2,6 ha) d'eau.
Les banlieues proches sont Perry Hall au nord, Rosedale au sud-ouest, Middle River au sud et Parkville à l'ouest.

## Démographie
Lors du recensement de 2000, 8 485 personnes, 3 337 ménages et 2 355 familles résident dans la communauté. La densité de la population est de 618,9 km2. Il y a 3 420 unités de logement avec une densité moyenne de 249,5 km2. La communauté est composée de 87,78 % de Blancs, 4,28 % d'Afro-américains, 0,32 % d'Amérindiens, 5,40 % d'Asiatiques, 0,04 % d'Océaniens, 0,92 % d'autres origines, et 1,27 % ayant plus de deux origines ethniques différentes. Les Hispaniques et Latinos représentent 2,19 % de la population.
Il y a en 2000 3 337 ménages, dont 33,6 % ont des enfants de moins de 18 ans vivant avec eux, 58,1 % sont des couples mariés, 9,3 % sont des femmes célibataires, et 29,4 % sont célibataires. 22,1 % des ménages sont composés d'hommes seuls, et 3,9 % sont composés d'une personne vivant seule et âgée de 65 ans ou plus. La taille moyenne des ménages est de 2,54 et celle des familles de 3,01.
Dans la communauté, la population se répartit de la façon suivante : 23,6 % ont moins de 18 ans, 7,6 % entre 18 et 24 ans, 34,2 % entre 25 et 44 ans, 26,2 % entre 45 et 64 ans et 8,5 % 65 ans ou plus. L'âge médian est de 37 ans. Pour 100 femmes, il y a 94,5 hommes. Pour 100 femmes âgées de 18 ans et plus, il y a 91,5 hommes.
Le revenu médian d'un ménage dans la communauté est de 61 627 $, et le revenu médian d'une famille est de 70 600 $. Les hommes ont un revenu médian de 46 171 $ contre 32 966 $ pour les femmes. Le revenu par habitant de la communauté est de 26 317 $. Environ 3,1 % des familles et 2,7 % de la population se trouvent sous le seuil de pauvreté, dont 2,0 % des moins de 18 ans et 7,9 % des 65 ans et plus.